# Podust
Podust (znanstveno ime Chondrostoma nasus nasus) je sladkovodna riba iz družine krapovcev.

## Opis
Podust ima podolgovato, bočno rahlo stisnjeno telo, pokrito z velikimi luskami urejenimi v pravilnih ravnih vrstah in značilno podstojnia usta po katerih je dobila tudi ime. Ustnice so ravne, trde in hrustančaste, prilagojene obiranju mahu s skal. Hrbet ima temnejših odtenkov sive in zelene, boke srebrne, trebuh pa bele barve. Hrbtna in repna plavut sta sive barve, ostale plavuti pa so rdečkaste ali oranžne barve. Spolno dozorijo v tretjem ali četrtem letu. Večinoma so rastlinojede ribe, ki se »pasejo« na skalah, včasih pa se hranijo tudi z različnimi ličinkami nevretenčarjev.
Podust se drsti od aprila do junija na stalnih mestih v prodnatih plitvinah rek, kjer se zbirajo v velikih jatah. Tudi sicer je podust riba, ki celo življenje preživi v jatah.

## Razširjenost
Podust je značilna riba srednjega toka vseh alpskih rek in je ena najpogostejših ribjih vrst v Evropi. Njen življenjski prostor se razteza od reke Some na zahodu do severnih pritokov Kaspijskega jezera na vzhodu. Poseljuje tudi vse vodotoke donavskega porečja, kjer naseljuje reke od pasu postrvi navzdol. 
Kot priljubljena riba za športni ribolov je podust v zadnjem času postala zanimiva tudi za umetno vzgojo in vlaganje v vodotoke, kar lahko resno ogrozi nekatere avtohtone vrste rib, kar se že pozna na reki Soči, kjer je začela izpodrivati avtohtono primorsko podust in zaradi nje je izumrla saveta

## Ogroženost
Podust, kot vse ribe selilke ogroža izgradnja jezov, prav tako pa vse večja onesnaženost rek in uravnavanje toka rek, s čimer izginjajo prodišča, kjer se ta vrsta drsti.